# 대한민국 형법 제348조
대한민국 형법 제348조는 준사기에 대한 형법각칙의 조문이다.

## 조문
제348조(준사기) ① 미성년자의 지려천박 또는 사람의 심신장애를 이용하여 재물의 교부를 받거나 재산상의 이익을 취득한 자는 10년 이하의 징역 또는 2천만원 이하의 벌금에 처한다. <개정 1995.12.29>
②전항의 방법으로 제삼자로 하여금 재물의 교부를 받게 하거나 재산상의 이익을 취득하게 한 때에도 전항의 형과 같다.

第348條(準詐欺) ① 未成年者의 知慮淺薄 또는 사람의 心神障碍를 利用하여 財物의 交付를 받거나 財産上의 利益을 取得한 者는 10年 以下의 懲役 또는 2千萬원 以下의 罰金에 處한다. <改正 1995.12.29.>
②前項의 方法으로 第三者로 하여금 財物의 交付를 받게 하거나 財産上의 利益을 取得하게 한 때에도 前項의 刑과 같다.

## 같이 보기
- 사기죄